# حقوق الإنسان في تنزانيا
تعد قضية حقوق الإنسان في تنزانيا، وهي دولة بلغ عدد سكانها 44,928,923 نسمة في عام 2012، قضية معقدة. أعلن بيت الحرية أن البلاد «حرّة جزئيًّا» في تقرير «الحرية في العالم» لسنة 2013.

## قضايا حقوق الإنسان
استكمل مجلس حقوق الإنسان التابع للأمم المتحدة في اجتماعه في جنيف الاستعراض الدوري الشامل لوضع حقوق الإنسان في تنزانيا في شهر أكتوبر عام 2011. وفي الاستعراض الدوري الشامل، عالج فريق الأمم المتحدة القُطري وعدة بلدان مشاكل مختلفة في تنزانيا.

### المساواة الجنسانية
قال فريق الأمم المتحدة القُطري:
‹‹حدّدت المراجعات والتقييمات الوطنية للمساواة بين الرجال والنساء... مجموعة من التحديات... التي ما زالت سائدة. وتشمل هذه التحديات: العبء المستمر والمتزايد للفقر على النساء، وعدم المساواة في ترتيبات الأنشطة الإنتاجية والوصول إلى الموارد، وعدم المساواة في تقاسم السلطة وصنع القرار، وعدم احترام وتعزيز وحماية حقوق الإنسان للمرأة، وعدم المساواة في إدارة الموارد الطبيعية وحماية البيئة... وينبغي توجيه اهتمام خاص إلى التهميش المنتشر للطفلة على نطاق واسع في مختلف مجالات الحياة، بما في ذلك التعليم، والاستبعاد التام الناجم عن الكثير من حالات الزواج المبكر والزواج القسري... العنف القائم على النوع الاجتماعي منتشر. وفقًا لمسح أجرته منظمة الصحة العالمية عام 2005، فإن 41 في المائة من النساء اللائي سبق لهن الارتباط في مدينة دار السلام تعرضن للعنف البدني أو الجنسي على يد شريٍك ما››. 24–6، صفحة 6
أعربت تنزانيا عن دعمها لتوصية الدنمارك بـ ‹‹وضع إستراتيجية شاملة وتشريع فعّال للقضاء على الممارسات التي تدعو للتمييز ضد المرأة... 85.22، صفحة 14
أيّدت تنزانيا أيضًا توصية غانا بـ ‹‹وضع إستراتيجية شاملة... لتعديل أو القضاء على الممارسات الثقافية والقوالب النمطية التي تميّز ضد المرأة... 3، صفحة 14

### السكان الأصليون
قال فريق الأمم المتحدة القُطري:
‹‹ذكر فريق الأمم المتحدة القُطري أن حقوق السكان الأصليين في الوصول إلى أراضي أجدادهم قد أُنكِرت أو حُدَّ منها بسبب الاستغلال الاقتصادي وخاصة بسبب إنشاء محميات الصيد.  ستُحثّ الحكومة على إعادة النظر في سياستها التي من خلالها لا يُعترف بمفهوم السكان الأصليين واتخاذ خطوات لضمان حقها في ممارسة ثقافتها بالمساواة مع السكان الذين يشكلون الأغلبية. يجب على الحكومة أيضًا أن تنظر في وضع إجراءات عمل موحّدة تستند إلى حقوق الإنسان فيما يتعلق بعمليات الإخلاء، مع الإشارة إليها بوضوح كملاذ أخير لحل النزاعات حول استخدام الأراضي بين المصالح العامة ومستثمري القطاع الخاص والرعاة››. 23، صفحة 6
أثناء الاستعراض الدوري الشامل، أشارت فنلندا إلى عمليات الإخلاء القسري وغير القانوني للسكان الأصليين. كما سألت فنلندا تنزانيا عن الإجراءات التي اتخذتها لتنفيذ توصيات المقرّر الخاص المعني بحقوق السكان الأصليين وما إذا كانت الحكومة ستتخذ تدابير تشريعية لحماية حقوق السكان الأصليين حمايًة فعّالة. 36، صفحة 7 عبّرت الدنمارك عن قلقها إزاء رفض أو تقليص حقوق السكان الأصليين في أراضي الأجداد، مما أدّى إلى العديد من عمليات الإخلاء القسري. 61، صفحة 10

### العلاقات الجنسية المثلية
قال فريق الأمم المتحدة القُطري:
‹‹تعتبر المثلية الجنسية مخالفة للأعراف الثقافية. وجُرِّمت العلاقات الجنسية المثلية. وأُبلِغ عن اعتقالات جماعية فيما يتعلق بالتجمعات السلمية وإهمال مرضى فيروس نقص المناعة البشرية. فضلًا عن عمليات إخلاء قسري أجرتها المجتمعات المحلية والدينية للأشخاص بسبب ميولهم الجنسية. علاوًة على ذلك، فإن ممثلي الجماعات والمدافعين الآخرين عن حقوق الإنسان قد لا يكونون مستعدين للإدلاء بتصريحات عامة لصالح التسامح وإلغاء التجريم خشية التعرّض للأعمال الانتقامية. تُحَث الحكومة على اتخاذ موقف استباقي... وإلغاء أي حكم جنائي ضد الأشخاص على أساس ميولهم الجنسي››. 27، صفحة 7
أثناء الاستعرض الدوري العالمي، أشارت السويد إلى أن: ‹‹تجريم الأقليات الجنسية ساهم في وصم الأشخاص المثليين والمثليات ومزدوجي الميول الجنسي والمتحولين جنسيًّا وإضعافهم››.50، صفحة 9 عبّرت سلوفينيا عن قلقها إزاء بقاء الأفعال الجنسية المثلية الممارسة بالتراضي مُجرّمة.53، صفحة 9

### التمييز في مكان العمل
قال فريق الأمم المتحدة القطري:
‹‹على الرغم من أن اتفاقية المساواة في الأجر... واتفاقية التمييز في التوظيف والمهنة... قد صُدّق عليهما وأن القوانين المحلية قد طُبّقت، إلا أن الحكومة لم تضع بعد تدابيرًا لمعالجة التمييز في الأجور والتفاوتات بين القيم الوظيفية في القطاعين العام والخاص... على الرغم من تطبيق الحكومة قانون الوقاية من فيروس نقص المناعة البشرية/متلازمة نقص المناعة المكتسب (الإيدز) ومكافحته لعام 2008 وقواعد العمل وعلاقات العمل (مدونة السلوك) لعام 2007، إلا أنه ما يزال التمييز المتعلق بفيروس نقص المناعة البشرية / الإيدز ذو طابع مؤسّسي في مكان العمل في الميدان العام والخاص. 28، صفحة 7

### العاملون في مجال الجنس التجاري
قال فريق الأمم المتحدة القُطري:
‹‹العاملون في مجال الجنس التجاري هم مجموعة أخرى معرّضة لخطر الاستبعاد الاجتماعي والمعاملة القاسية من خلال إنفاذ القانون. نظرًا لأن ممارسة الجنس التجاري تعتبر جريمة بموجب القانون الجنائي المعمول به، فإنها تستمر في تأجيج المضايقة والاعتداء. وتُشجَّع الحكومة على دراسة آثار عمليات القبض على هؤلاء العاملين، الذين يكون غالبهم من النساء››. 29، صفحة 7

### البرص
يستمر قتل وتشويه الأشخاص الذين يعانون من البرص. يعتقد بعض الأطباء المعالجين بالشعوذة أن الشعوذة تكون أكثر شدة إذا صرخت الضحية أثناء عملية البتر. قالت مفوضة الأمم المتحدة السامية لحقوق الإنسان نافي بيلاي في تصريح لها خلال شهر مارس من عام 2013: ‹‹إن الملاحقات القضائية لهذه الجرائم نادرًا ما تبوء بالنجاح، فإنّ خمس حالات إدانة معروفة فقط من أصل 72 جريمة قتل للأشخاص المصابين بالبرص قد تم توثيقها في تنزانيا منذ عام 2000››.

قال فريق الأمم المتحدة القُطري:
‹‹وخلال الفترة الممتدة من عام 2006 إلى عام 2010، قُتل ما لا يقل عن 58 شخصًا مصابين بالبرص أغلبيتهم من الأطفال. بالإضافة إلى ذلك سُجلت تسع حالات محاولة قتل وإفادات بتدنيس القبور... بُذِلت جهود لمحاكمة القتلة. يعدّ التصدي للتجارة المحلية والعالمية بأعضاء الجثث ضروريًا أيضًا لإنهاء عمليات القتل. من حيث الحماية، أنشأت الحكومة مراكز إيواء خاصة بالأطفال المصابين بالبرص. ومع ذلك، سيؤدي هذا التدبير إلى عزل الأطفال عن المجتمع والانفصال عن الأسرة على المدى البعيد. ولذلك، يجب على الحكومة العثور على طرق بديلة لحماية الأشخاص المصابين بالبرص، وإيجاد خيارات تعزّز الاندماج الاجتماعي والتسامح أيضًا.›› 31-32، صفحة 8

### وفيات الأمومة
قال فريق الأمم المتحدة القُطري:
‹‹أظهرت نتائج صحة الأم تحسّنا بطيئًا على مدى العقدين الماضيين... أحد التوصيات المهمة هي زيادة الحكومة لفرص الحصول على خدمات الرعاية التوليدية الأساسية وتوفّرها في حالات الطوارئ، والعاملين الصحيين المهرة - الذين يتلقون حاليًا أقل من 50 في المائة من الولادات الحية - وكذلك الإمدادات. يمكن أن تقلّل إتاحة وسائل تنظيم الأسرة من وفيات الأمهات بنسبة الثلث ووفاة الأطفال بنسبة تصل إلى 20 في المائة... هناك حاجة أيضًا إلى النظر في التقييد الحالي لخدمات الإجهاض الآمن، والذي يعتبر غير قانوني بموجب قانون العقوبات. تشير التقارير إلى أن هذا التقييد يكلّف حياة العديد من النساء والفتيات اللائي يسعين إلى إجراء عملية الإجهاض سرًّا، دون توجيه مهني وفي ظروف غير صحية›› 33-34، صفحة 8

## المعاهدات والمواثيق الدولية
إن مواقف تنزانيا إزاء معاهدات حقوق الإنسان الدولية يظهر كما يلي:
| المعاهدة                                                                                              | المنظمة       | الإقرار | التوقيع | التصديق |
| اتفاقية الإبادة الجماعية                                                                              | الأمم المتحدة | 1948    | —       | 1984    |
| الاتفاقية الدولية للقضاء على جميع أشكال التمييز العنصري                                               | الأمم المتحدة | 1966    | —       | 1972    |
| العهد الدولي الخاص بالحقوق الاقتصادية والاجتماعية والثقافية                                           | الأمم المتحدة | 1966    | —       | 1976    |
| العهد الدولي الخاص بالحقوق المدنية والسياسية                                                          | الأمم المتحدة | 1966    | —       | 1976    |
| البروتوكول الأول الاختياري للعهد الدولي الخاص بالحقوق المدنية والسياسية                               | الأمم المتحدة | 1966    | —       | —       |
| اتفاقية عدم تقادم جرائم الحرب والجرائم ضد الإنسانية                                                   | الأمم المتحدة | 1968    | —       | —       |
| جريمة الفصل العنصري                                                                                   | الأمم المتحدة | 1973    | —       | 1976    |
| اتفاقية القضاء على جميع أشكال التمييز ضد المرأة                                                       | الأمم المتحدة | 1979    | 1980    | 1985    |
| اتفاقية مناهضة التعذيب                                                                                | الأمم المتحدة | 1984    | —       | —       |
| اتفاقية حقوق الطفل                                                                                    | الأمم المتحدة | 1989    | 1990    | 1991    |
| البروتوكول الاختياري الثاني للعهد الدولي بشأن الحقوق المدنية والسياسية الهادف إلى إلغاء عقوبة الإعدام | الأمم المتحدة | 1989    | —       | —       |
| الاتفاقية الدولية الخاصة بحماية حقوق جميع العمال المهاجرين وأفراد أسرهم                               | الأمم المتحدة | 1990    | —       | —       |
| البروتوكول الاختياري الملحق باتفاقية القضاء على جميع أشكال التمييز ضد المرأة                          | الأمم المتحدة | 1999    | —       | 2006    |
| البروتوكول الاختياري بشأن اشتراك الأطفال في النزاعات المسلحة                                          | الأمم المتحدة | 2000    | —       | 2004    |
| البروتوكول الاختياري بشأن بيع الأطفال وبغاء الأطفال والمواد الإباحية عن الأطفال                       | الأمم المتحدة | 2000    | —       | 2003    |
| اتفاقية حقوق الأشخاص ذوي الإعاقة                                                                      | الأمم المتحدة | 2006    | 2007    | 2009    |
| البروتوكول الاختياري لاتفاقية حقوق الأشخاص ذوي الإعاقة                                                | الأمم المتحدة | 2006    | 2008    | 2009    |
| الاتفاقية الدولية لحماية كل الأشخاص من الاختفاء القسري                                                | الأمم المتحدة | 2006    | 2008    | —       |
| البروتوكول الاختياري الملحق بالعهد الدولي للحقوق الاقتصادية والاجتماعية والثقافية                     | الأمم المتحدة | 2008    | —       | —       |
| البروتوكول الاختياري لاتفاقية حقوق الطفل بشأن إجراء الاتصالات                                         | الأمم المتحدة | 2011    | —       | —       |

## وصلات خارجية
- تنزانيا - المفوضية السامية للأمم المتحدة لحقوق الإنسان (بالإنجليزية)
- تنزانيا على موقع الفدرالية الدولية لحقوق الإنسان (بالإنجليزية)